# Achzarit
Der Achzarit (hebräisch אַכְזָרִית Achsarīt, deutsch ‚Grausame‘, fem.; auch Achsarith, da gemäß lange etablierter Schreibweise ת Taw überwiegend mit th transliteriert wurde) ist ein schwer gepanzerter, bewaffneter Mannschaftstransportwagen (MTW) der israelischen Streitkräfte.
Die Konstruktion baut auf den Wannen der über 1000 alten sowjetischen T-54-/T-55-Panzer auf, die von Israel während der israelisch-arabischen Kriege von den arabischen Armeen erbeutet wurden. Die Israelis entfernten den Turm des Panzers und modifizierten das Chassis durch Hinzufügen eines Transportraumes für Soldaten mit einer Tür am Heck. Neben anderen kleineren Modernisierungen wurde auch der wassergekühlte sowjetische Motor durch einen kompakteren und stärkeren Dieselmotor ersetzt. Zur weiteren Steigerung der ohnehin schon guten Panzerung der alten Wanne wurde eine Reaktivpanzerung installiert.
Der Achzarit Mk 1 hat einen 650-PS-Motor, während der Mk 2 über ein 850 PS starkes Aggregat verfügt.

## Versionen
Das Standardmodell des MTW Achzarith ist mit 7,62-mm-Maschinengewehren bewaffnet, von denen eines vom Inneren des Panzers aus bedient wird; die MGs wurden von der Waffenentwicklungsabteilung der israelischen Armee (Rafael) konstruiert.
Darüber hinaus gibt es eine modernisierte Version, die mit einer computergesteuerten, vollautomatischen Waffenstation ausgerüstet ist, die vom Inneren des Panzers aus bedient wird – so ist der Bordschütze vor feindlichem Feuer geschützt. Die Waffenstation ist standardmäßig mit einem 12,7-mm-MG vom Typ Browning M2 bestückt.
Für den urbanen Konfliktraum gibt es eine spezielle Version mit dem Beinamen LIC (engl. Abkürzung für Low Intensity Conflict), die über eine rundum mit Panzerglasscheiben versehene kleine Kuppel über der Kommandantenluke verfügt, um eine bessere Übersicht in diesem schwierigen Terrain zu gewährleisten.
Der Achzarith wird daneben in einer speziellen Version als gepanzertes Ambulanzfahrzeug eingesetzt. Diese Version ist unbewaffnet.
Schließlich findet der Achzarith als Kommandofahrzeug Verwendung; dazu ist er mit einer besonderen Kommunikationsanlage ausgerüstet – von außen erkennbar durch drei (statt ansonsten einer) externe Antennen.
Aufgrund seiner schweren Panzerung wird der Achzarit manchmal auch als „schwerer GMT“ (Gepanzerter Mannschaftstransporter) bezeichnet (engl. APC oder HAPC). Die Achzarit-MTW sind in der Golani-Brigade, welche nahe der libanesischen Grenze und dem nördlichen Teil des Westjordanlands zum Einsatz kommt, eingebunden.

## Einsatz
Die Achzarit-MTW nahmen an der Operation Regenbogen in Rafah teil, nachdem einige vergleichsweise leicht gepanzerte M113-MTW durch den Beschuss mit RPGs zerstört worden waren.

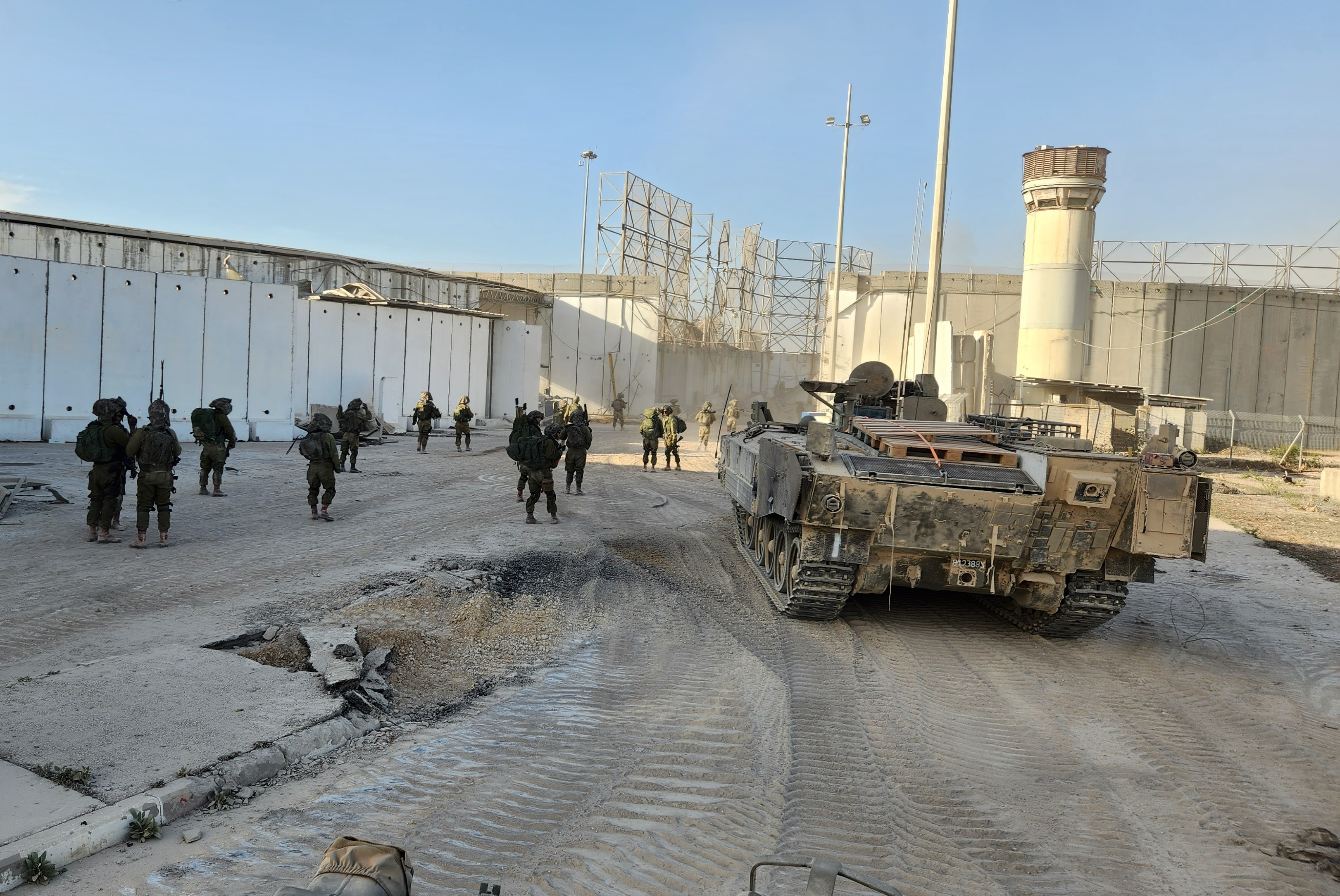
Israelische Soldaten und Achzarit MTW bei Erez

## Nachfolger
Obwohl der Achzarit in Hinblick auf die Panzerung bis heute einer der bestgeschützten MTW ist, sahen die israelischen Streitkräfte noch weitere Verbesserungsmöglichkeiten. Diese wurden im Nachfolger des Achzarit, dem Namer, umgesetzt.